# Хунта
Ху́нта (исп. junta — собрание) — политическая группировка, пришедшая к власти неконституционным путём и осуществляющая диктаторское правление методами террора.
В испаноязычных государствах и странах так называют объединения и госорганы. В английском языке этот термин обычно относится к «военной хунте», правительству авторитарного государства, управляемого высокопоставленными офицерами вооружённых сил.

## Возникновение термина
Изначально термин возник в Испании (исп. junta) и обозначал союз, совещательное собрание, в эпоху феодализма это название получили на Пиренейском полуострове собрания, созывавшиеся королём, представителей двух высших сословий — дворянства и духовенства. В частности, до XVI века применялся к собраниям кортесов.
В 1808 году хунта из представителей светской и духовной власти избрала королём Испании брата Наполеона Жозефа Бонапарта. Это, в свою очередь, вызвало революцию, которой руководили многочисленные провинциальные хунты. Впоследствии, во время многочисленных гражданских войн, раздиравших Испанию на протяжении XIX—XX столетий, появлялись самые разнообразные хунты — либеральные, радикальные, карлистские и другие.
До 1940-х годов название хунта прилагалось в Испании к специальным комиссиям и административным советам и комитетам, назначаемым королевским правительством.

## Значение
Согласно толковому словарю Ожегова, понимание термина «хунта» включает разные реакционные террористические группировки, захватившие власть в стране при помощи военных и установившие террористическую
диктатуру.
В современном русском языке (как и в ряде других языков мира) слово «хунта» используется в основном для обозначения военной диктатуры, установившейся в результате государственного переворота, причём не обязательно в романоязычной стране — греческая военная хунта («чёрные полковники») или мьянмарская хунта.

## Применения термина в переносном смысле
Слово «хунта» используется в информационной войне и пропаганде в адрес руководства страны-противника. В частности, так с весны 2014 года российская пропаганда и государственные СМИ России называют власть Украины.